# Sârbi albi

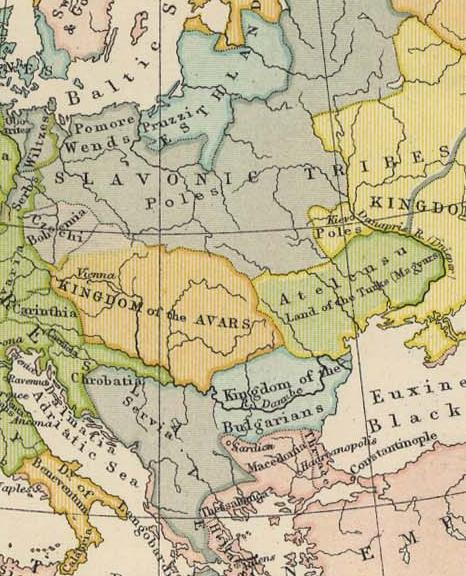
Serbia Albă

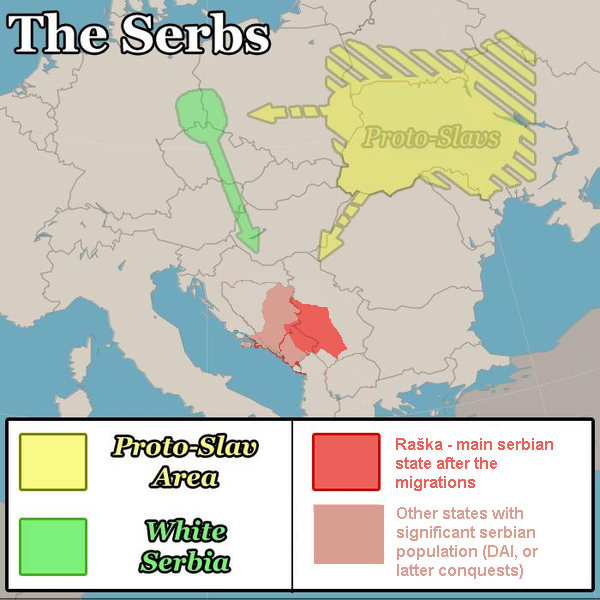
Serbia Albă în verde, așezările sârbești în roșu

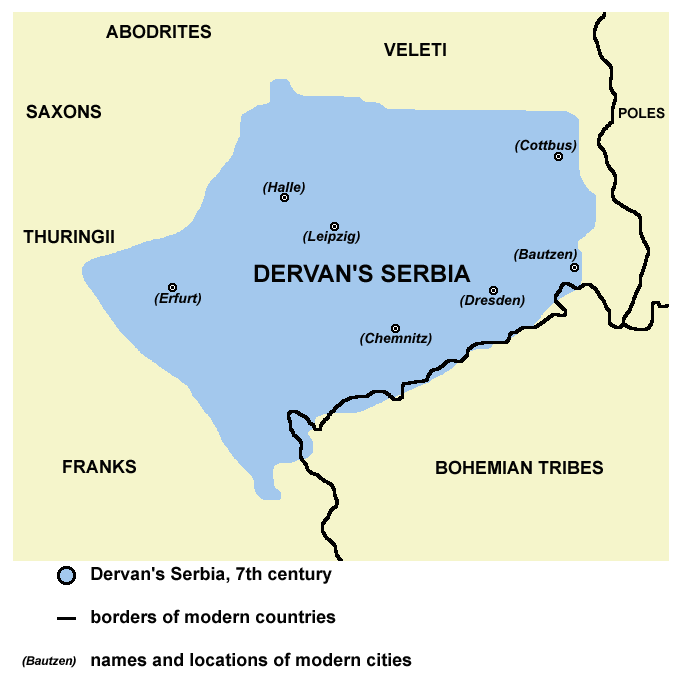

Sârbii albi (sârbă Бели Срби, cu alfabetul latin: Beli Srbi) reprezintă numele proto-sârbilor. Potrivit unei serii de lucrări sârbe și grecești, aceștia erau un trib slavic polabian și trăiau în Serbia Albă, teritoriu situat în jurul Munților Luzațieni (Sudeți), la est de Râul Elba (astăzi granița de sud-est a Germaniei, sud-vestul Poloniei și nordul Republicii Cehe) în Evul Mediu timpuriu. Descendenții direcți ai sârbilor albi sunt sârbii luzațieni (sorabii) iar sârbii balcanici sunt descendenții indirecți. Sârbii albi au fost inițiatorii incursiunilor sârbești din Balcani și au supraviețuit multor războaie cu popoarele vecine, ca aliați ai Imperiului Bizantin.
De Administrando Imperio consemnează că „acești sârbi se trag din sârbi necreștini, numiți sârbii albi, ce trăiau dincolo de Turks (Ungaria), în zona căreia îi spun Bojki (Boemia). Francii și croații cei Mari, cum ar fi croații necreștini, numiți tot croați albi, sunt vecinii lor. Acolo, apoi, trăiau acești sârbi din vechime”.
Unii sârbi albi au migrat spre Balcani între 610-626, conduși de Cneazul Necunoscut. Sârbilor albi li s-a oferit provincia Salonicului (sârbă Солун, cu alfabetul latin: Solun), regiunea greacă Macedonia de azi, de către împăratul roman Heraclius cel Tânăr ca dar pentru victoria acestora împotriva avarilor eurasiatici în Dalmația. S-au stabilit astfel în zona numită Servia, situată la vest de Salonic. Mai târziu, s-au reașezat în ceea ce numim astăzi Croația, Bosnia și Herțegovina, Serbia și Muntenegru (Pagania, Zahumlje, Travunia, Diokletija, Raška, părți ale viitorului Imperiu Sârb din secolul al XIV-lea. Au devenit o adevărată forță în Balcani și s-au asimilat cu traci, daci, triburi de iliri nordici și greci bizantini, rezultând sârbii actuali.
Sârbii greci au locuit în zona râului Bistrica (Aliákmon, Grecia), însă cu trecerea timpului, s-au contopit cu grecii; totuși, cetatea pe care au construit-o acum 1400 de ani încă există și poartă numele Servia, traducerea Serbiei în limba greacă. Etimologia sârbă și limba au fost păstrate de descendenții acelor sârbi care doreau să se întoarcă în Serbia Albă, pământurile din Polonia de azi de pe care au plecat, dar care s-au reașezat în Balcani, la țărmurile Mării Adriatice.
Unii sârbi albi nu au rămas în Balcani, ci au trecut râul Bistrica și s-au așezat în Gordium, Frigia (Anatolia), oraș antic pe care l-au numit Gordoservon și care fusese o așezare a frigienilor. Sârbii albi nu mai există ca grup etnic, fiind asimilați de polonezi și germani în Europa de Nord și de diverse alte popoare în sud-estul Europei. Descendenții lor indirecți sunt sârbii balcanici, trăind în statul național Serbia și în țările de graniță, unde sunt încă de la venirea sârbilor albi.

## Nume
Zerwisti/Serbiszcze, în polabă/poloneză (locuitori ai Sorbiei) Surbi și/sau Zeriuani, Serauici, conform Geographus bavarus.
Conform unor teorii, numele statului sârb Raška/Rascia ar avea legătură cu cuvântul "Rus-", iar, dată fiind zona numită Boyko, locuită de rusini sau ruteni, este posibil ca sârbii să fi avut o origine contemporană slavică în Ucraina.